# Friedrich von Wilczek

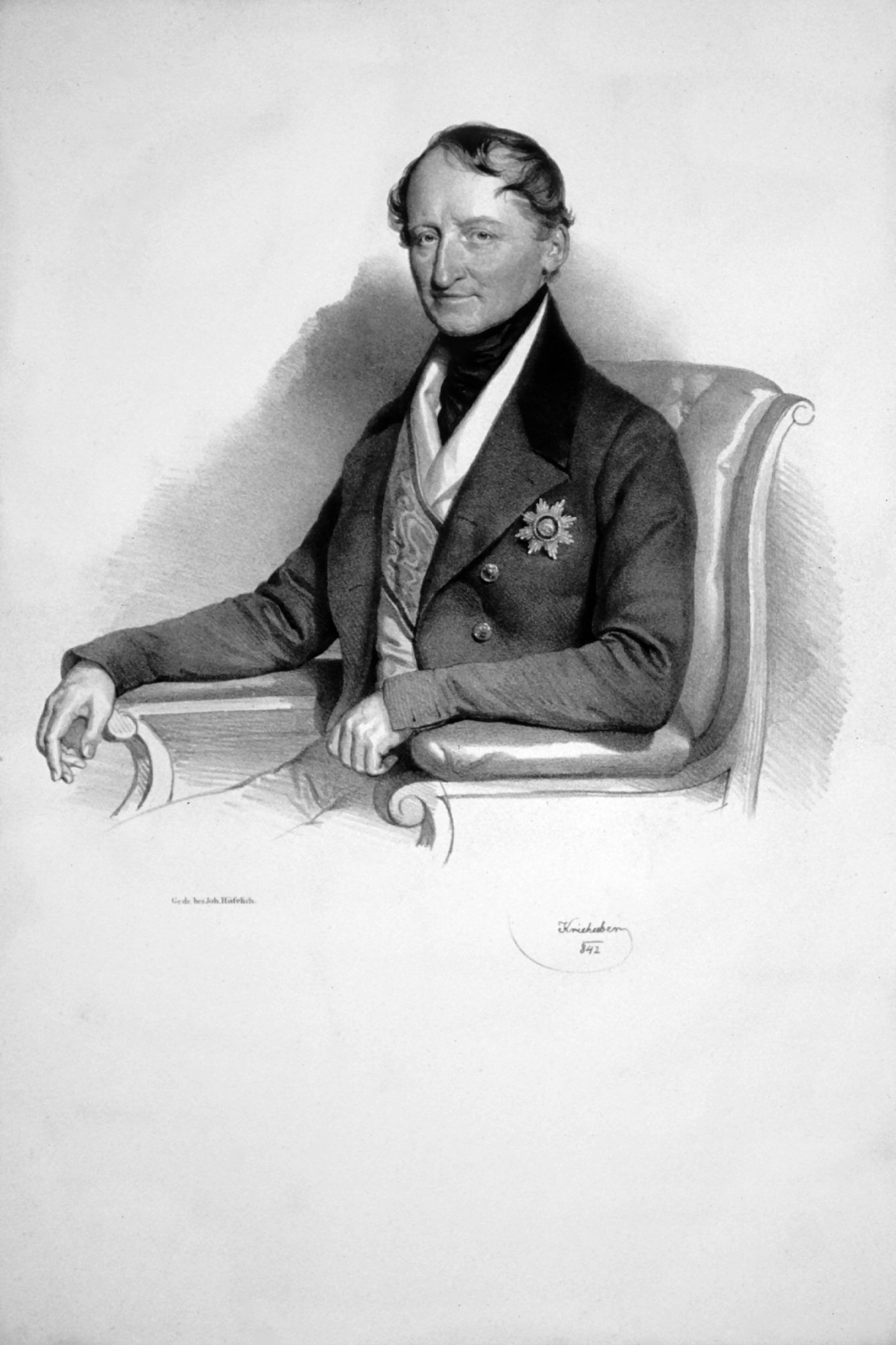
Friedrich Graf von Wilczek

Friedrich Graf von Wilczek (* 19. Juli 1790 in Wien; † 3. Februar 1861 ebenda) war ein österreichischer Beamter und Politiker.

## Leben

### Laufbahn
- 1813 Hofkonzipist bei der allgemeinen Hofkammer
- 1814 Staatsratsoffizial
- 1816 Sekretär bei der Hofkammer
- 1819 Gubernialrat und erster Vorsteher der provisorischen Gefälleverwaltung (= Steuerbehörde) in Tirol und Vorarlberg
- 1821 Einberufung zur Hofkammer und Hofrat
- 19. Juni 1824 Vizepräsident des Guberniums für Tirol und Vorarlberg
- 1825–1837 Gouverneur und Landeshauptmann von Tirol und Vorarlberg
- 22. Mai 1837 zweiter Hofkammerpräsident
- 25. November 1840 Präsident des General-Rechnungsdirektoriums in Wien, hier machte er sich vor allem um die statistische Erfassung der Monarchie verdient.

### Politisches Wirken
Friedrich Graf von Wilczek setzte sich als Gouverneur und Landeshauptmann für die wirtschaftliche und soziale Verbesserung des Landes ein. Dabei trieb er besonders den Straßenbau voran und förderte die Landwirtschaft durch Gründung eines landwirtschaftlichen Vereins (später Landeskulturrat). Auf sozialpolitischem Gebiet geht auf ihn die Gründung der Taubstummenanstalt in Brixen, die „Privinzialirrenanstalt“ in Hall (heute Landeskrankenhaus Hall) und die Gebär-, Findel- und Hebammenanstalt „Alle Laste“ in Trient zurück. 
Graf von Wilczek musste auch die vom ständischen Kongress beschlossene Ausweisung der Zillertaler Protestanten durchführen, auch wenn er selbst von der Richtigkeit des Beschlusses nicht überzeugt war. Das äußerte sich auch in seiner kritischen Haltung zu den Tiroler Ständen.
Am 27. Mai 1860 trat  Wilczek in den Ruhestand. Für seine Verdienste wurde er von Kaiser Franz Josef I.  mit dem Großkreuz des Ordens zur Eisernen Krone und mit dem Leopoldorden ausgezeichnet.

### Familie
Friedrich Graf von Wilczek war mit Franziska de Paula Gräfin von Chorinsky und von Ledske (1798–1863), Tochter des Grafen Ignaz Karl von Chorinsky und Schwester von Gustav Ignaz von Chorinsky verheiratet. Ihr Sohn Heinrich Wilhelm Joseph von Wilczek (1819–1884) verband sich mit Gräfin Malwina von Stainlein-Saalenstein, Tochter des bayerischen Gesandten Johann Gottlieb Eduard von Stainlein (1785–1833) und Schwester des Komponisten Ludwig von Stainlein.